# Rio Frăsiniş
O Rio Frăsiniş é um rio da Romênia, afluente do Tazlăul Mare, localizado no distrito de Neamţ.